# Molí de Cervià
El Molí de Cervià és un monument del municipi de Lleida protegit com a bé cultural d'interès local.

## Descripció
És un edifici aïllat de planta rectangular. Planta baixa com a sala de la maquinària del molí. Primera planta amb un habitatge. Coberta a quatre vents. Façana principal amb decoració renaixentista i imatge d'un sant. Gran sobrietat i adequació al paisatge. Paret de càrrega i forjats isostàtics. És interessant l'entorn pels arbres crescuts. Els salts esglaonats d'aigua i els arcs de sortida són de gran bellesa.

## Història
La Paeria ja disposava el 1500 del molí de Cervià per a moldre el blat de la Bladeria Municipal. El Consell General, l'any 1660, permeté a l'Abadia de Montserrat construir una séquia per al rec de les terres que posseïa des del Molí del Cervià a l'ermita de Granyena. El 1696 el molí s'hagué de refer del tot, ja que fou pràcticament destruït. Les obres foren atorgades al mestre de cases Joan Malet i s'edificà una nova planta amb cups per a moldre oli.